# Guerre de Scanie
Batailles
- Fehrbellin
- Jasmund
- Öland
- Halmstad
- Lund
- Fehmarn
- Malmö
- Køge
- Landskrona
- Marstrand
- Uddevalla
- Warksow
- Stralsund

La guerre de Scanie se déroula de 1675 à 1679 et opposa la Suède, alliée de la France, au Danemark, allié des Provinces-Unies, et à l'électorat de Brandebourg. Le conflit s'est déroulé principalement en Scanie, province disputée entre le Danemark et la Suède, et en Poméranie. 
La guerre fut déclenchée par l'implication suédoise dans la guerre de Hollande, où la Suède s'était alliée à la France et combattait le Brandebourg. Les Provinces-Unies, quant à elles, cherchaient le soutien du Danemark, et, après quelques hésitations, le roi Christian V envahit la Scanie en 1675, alors que les Suédois étaient occupés par leur guerre contre le Brandebourg. L'invasion de la Scanie fut combinée avec une campagne en Norvège (appelée guerre de Gyldenløve), forçant ainsi les Suédois à se battre sur deux fronts, en plus de leurs démêlés avec le Brandebourg.
L'objectif visé par les Danois était de récupérer la Scanie, qu'ils avaient dû céder aux suédois en 1658 par le traité de Roskilde, à la suite de la première guerre du Nord. Bien que les premières offensives danoises aient été un grand succès, la contre-offensive suédoise emmenée par le roi Charles XI permit à la Suède de reprendre la plupart des territoires perdus. 
Aucun vainqueur évident ne se dessina dans cette guerre ; la flotte suédoise avait été vaincue sur mer, l'armée danoise avait été battue en Scanie par les Suédois, qui avaient eux-mêmes été défaits en Poméranie par le Brandebourg. Les hostilités prirent fin quand la paix fut signée avec la médiation de la France, le roi Charles XI se mariant avec la princesse danoise Ulrique Éléonore, sœur de Christian V, et la paix de Lund (entre le Danemark et la Suède) et le traité de Saint-Germain-en-Laye (entre la Suède et le Brandebourg) rétablissant le statu quo ante bellum.

## Les camps en présence

### L'alliance franco-suédoise
Depuis plus de dix ans, la Suède connaît une importante crise financière. Dans l'espoir de subsides, le roi Charles XI entre dans la Triple alliance, avec les Provinces-Unies et l'Angleterre, qui éclate en 1670 lorsque le roi Charles II d'Angleterre se rapproche de la France après la guerre de Dévolution.
Au mois d'avril 1672, la Suède et la France concluent une alliance, la France promettant 400 000 riksdalers de subsides en temps de paix, somme qui serait portée à 600 000 en temps de guerre, pour que la Suède maintienne une armée de 16 000 hommes dans ses territoires allemands. De même, la Suède entretient de bonnes relations avec le duc Christian Albert de Holstein-Gottorp, dont le duché se trouve au sud du Danemark. 
Au mois de septembre 1674, la Suède a porté son armée à 22 000 hommes après que la France a augmenté ses subsides à 900 000 riksdalers, somme qu'elle menace de retirer si la Suède n'utilise pas cette armée, stationnée en Poméranie suédoise, pour attaquer ses adversaires. Au mois de décembre, l'armée suédoise compte désormais 26 000 hommes, 4 000 à Brême, 2 000 à Wismar, 7 000 dans les garnisons de Poméranie et 13 000 libres d'opérer sous les ordres directs du maréchal Carl Gustaf Wrangel.

### L'alliance anti-française

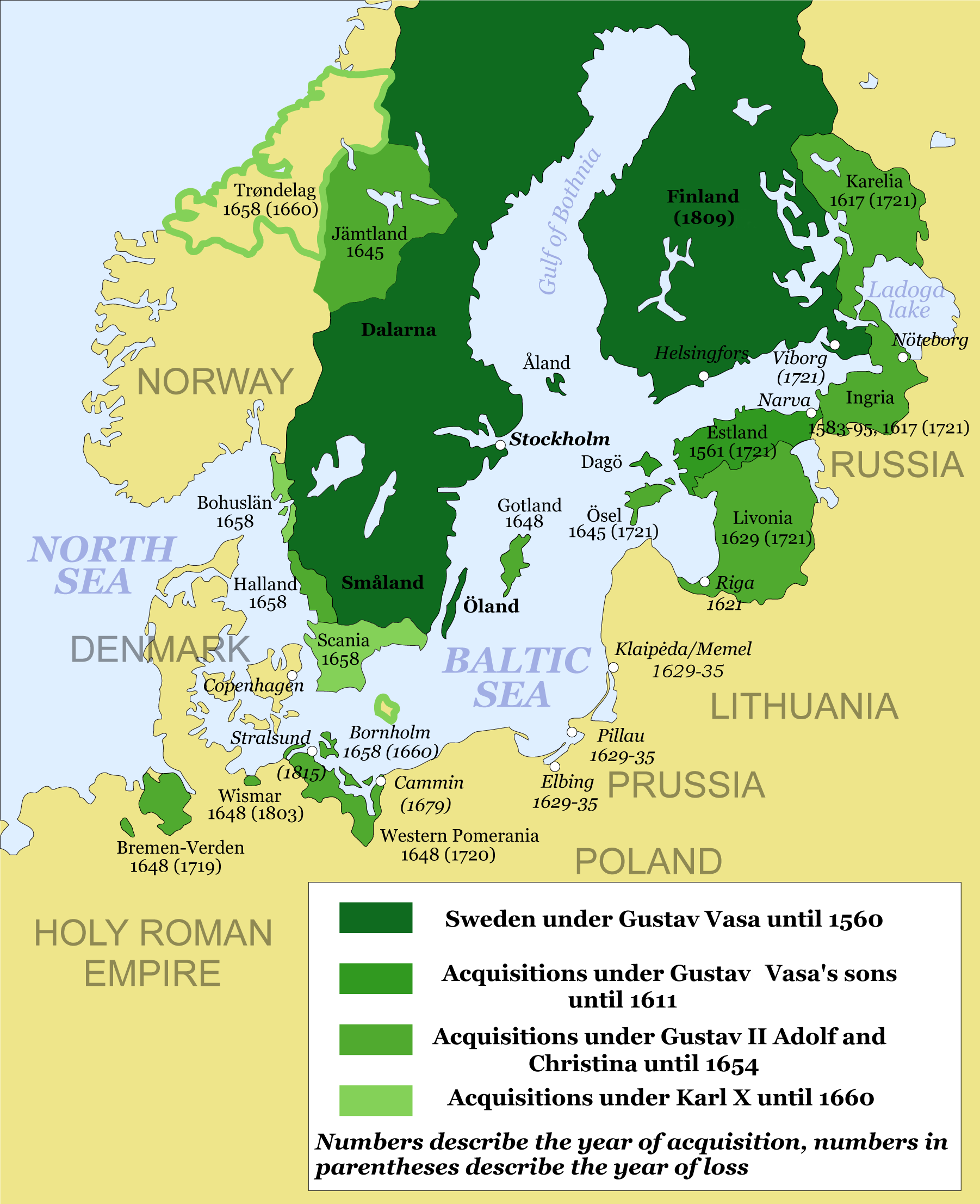
L'empire suédois au début de la guerre.

De l'autre côté, une alliance défensive s'est constituée en septembre 1672 entre le Danemark, l'empereur Léopold Ier, l'électorat du Brandebourg, la principauté de Lunebourg et le landgraviat de Hesse-Cassel. Cette alliance maintient une armée de 21 000 fantassins et 10 500 cavaliers et, à partir du mois de mai 1673, 12 000 hommes et 20 navires supplémentaires grâce aux subsides néerlandais. Le Brandebourg est alors le second État le plus puissant d'Allemagne et entretient sa propre armée de 23 000 hommes. 
Les Provinces-Unies sont attaquées par la France en 1672, et la guerre de Hollande qui s'ensuit va se poursuivre jusqu'au traité de Nimègue de 1678. Louis XIV a l'intention d'affaiblir l'alliance anti-française en portant son attention sur l'est : il soutient Jean Sobieski, candidat au trône de Pologne, ainsi qu'une révolte de la noblesse en Hongrie, et espère entraîner le Brandebourg dans une guerre avec la Suède. 

## Les campagnes terrestres

### Fehrbellin
Au mois de décembre 1674, Louis XIV demande à la Suède d'envahir le Brandebourg. Carl Gustaf Wrangel fait avancer son armée dans la région de l'Uckermark, à la frontière entre le Brandebourg et la Poméranie, et y installe ses quartiers d'hiver jusqu'à ce que le temps lui permette de marcher sur Hanovre. L'électeur du Brandebourg, Frédéric-Guillaume, apprend la nouvelle alors qu'il se trouve dans la vallée du Rhin et fait faire demi-tour à son armée pour affronter les Suédois. Le 28 juin 1675, les deux armées se rencontrent lors de la bataille de Fehrbellin.

Frédéric-Guillaume Ier de Brandebourg.

La bataille en elle-même est d'une importance mineure, coûtant environ 600 hommes aux Suédois, mais c'est une défaite infligée par une armée inférieure en nombre d'un pays dont la Suède ne s'était jamais souciée. Ainsi, la Suède apparaît comme vulnérable, encourageant les pays voisins ayant souffert d'invasions antérieures de la part des Suédois à se mêler à la guerre. L'armée de Wrangel, quant à elle, bat en retraite jusqu'à la ville de Demmin, en Poméranie suédoise. 
Quand les Provinces-Unies demandent son aide au Danemark contre la France et ses alliés, le roi Christian V accepte et part en guerre contre la Suède, reprenant peu après les anciennes provinces danoises de Scanie et de Halland. Le comte Peder Griffenfeld, un influent conseiller royal, met en garde Christian V contre une telle entreprise, prônant à la place une attitude pro-française. Mais quand les Suédois sont battus à la bataille de Fehrbellin, première défaite d'une armée terrestre suédoise depuis la guerre de Trente Ans, Christian V y voit une occasion et passe outre aux avis de Griffenfeld.

### Les opérations en Allemagne du nord
À partir de la bataille de Fehrbellin, les possessions suédoises en Allemagne tombent les unes après les autres. En 1675, la plus grande partie de la Poméranie suédoise et le duché de Brême sont occupés par les armées du Brandebourg et du Danemark. Au mois de décembre 1677, l'armée du Brandebourg s'empare de Stettin et, après deux jours de bombardements qui détruisent une bonne partie de la ville, Stralsund capitule à son tour le 11 octobre 1678. Greifswald, dernière possession suédoise en Allemagne, est prise le 5 novembre. Un projet d'alliance entre la Suède et Jean III Sobieski est rendu caduc par l'annihilation de la flotte suédoise en 1677 et par les difficultés que rencontre le roi de Pologne.

### Invasion danoise de la Scanie

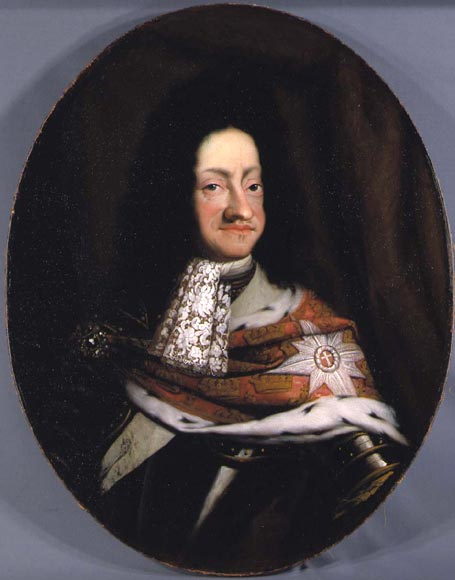
Christian V de Danemark.

L'invasion danoise de la Scanie débute le 29 juin 1676 par la prise d'Helsingborg. Le roi Christian V est à la tête d'une armée de 15 000 hommes alors que les Suédois n'ont que 5 000 hommes à lui opposer, qui plus est disséminés dans toute la province. L'opération connaît un grand succès initial car une grande partie de la population locale est favorable aux Danois ce qui met les troupes suédoises en mauvaise posture. En l'espace d'un mois, les villes de Scanie tombent chacune à leur tour et les troupes suédoises doivent évacuer la province, seule la ville fortifiée de Malmö restant sous leur contrôle. 

### La guerre de Gyldenløve
Les campagnes militaires se déroulant en Norvège sont connues sous le nom de guerre de Gyldenløve, d'après le nom du vice-roi de Norvège Ulrik Frederik Gyldenløve qui conduit l'offensive danoise. Simultanément à l'invasion de la Scanie, les troupes danoises de Norvège sont massées le long de la frontière pour forcer les Suédois à ouvrir un deuxième front. Une armée de 4 000 hommes se tient à Fredrikshald sous le commandement du général danois Henrik Ruse, à la fois pour se prévenir d'une tentative d'invasion suédoise et pour menacer de reprendre l'ancienne province norvégienne de Bohuslän. Les troupes suédoises du général Rutger von Ascheberg, fortes de 2 000 hommes, prennent quant à elles position à Svarteborg. 
En 1675, les opérations le long de la frontière se limitent à quelques escarmouches car les cols montagneux sont bien gardés. Gyldenløve fait alors embarquer 1 000 hommes à bord de galères pour descendre la côte et couper Ascheberg de sa voie de ravitaillement mais le général suédois est informé de cette manœuvre et la fait échouer. Les deux armées prennent alors leurs quartiers d'hiver. 
En 1676, Gyldenløve décide de passer à l'offensive et son armée prend et fortifie la passe de Kvistrum avant de faire mouvement vers le sud, prenant Uddevalla sans trop d'opposition. Les Danois rencontrent plus de résistance lors de leur attaque sur Vänersborg mais prennent quand même la ville. De là, ils avancent sur le fort de Bohus où ils reçoivent le renfort des 5 000 hommes commandés par le général Tønne Huitfeldt.
Au mois d'août 1676, une armée danoise de 4 000 hommes est envoyée pour s'emparer de la ville de Halmstad et faire sa jonction avec les forces de Gyldenløve mais cette armée est surprise et mise en déroute le 17 août lors de la bataille de Halmstad par une armée suédoise menée par le roi Charles XI en personne. Les Suédois se retirent par la suite afin de rassembler plus de troupes alors que Christian V emmène son armée assiéger Halmstad avant d'abandonner le siège au bout de deux semaines et de retourner prendre ses quartiers d'hiver.

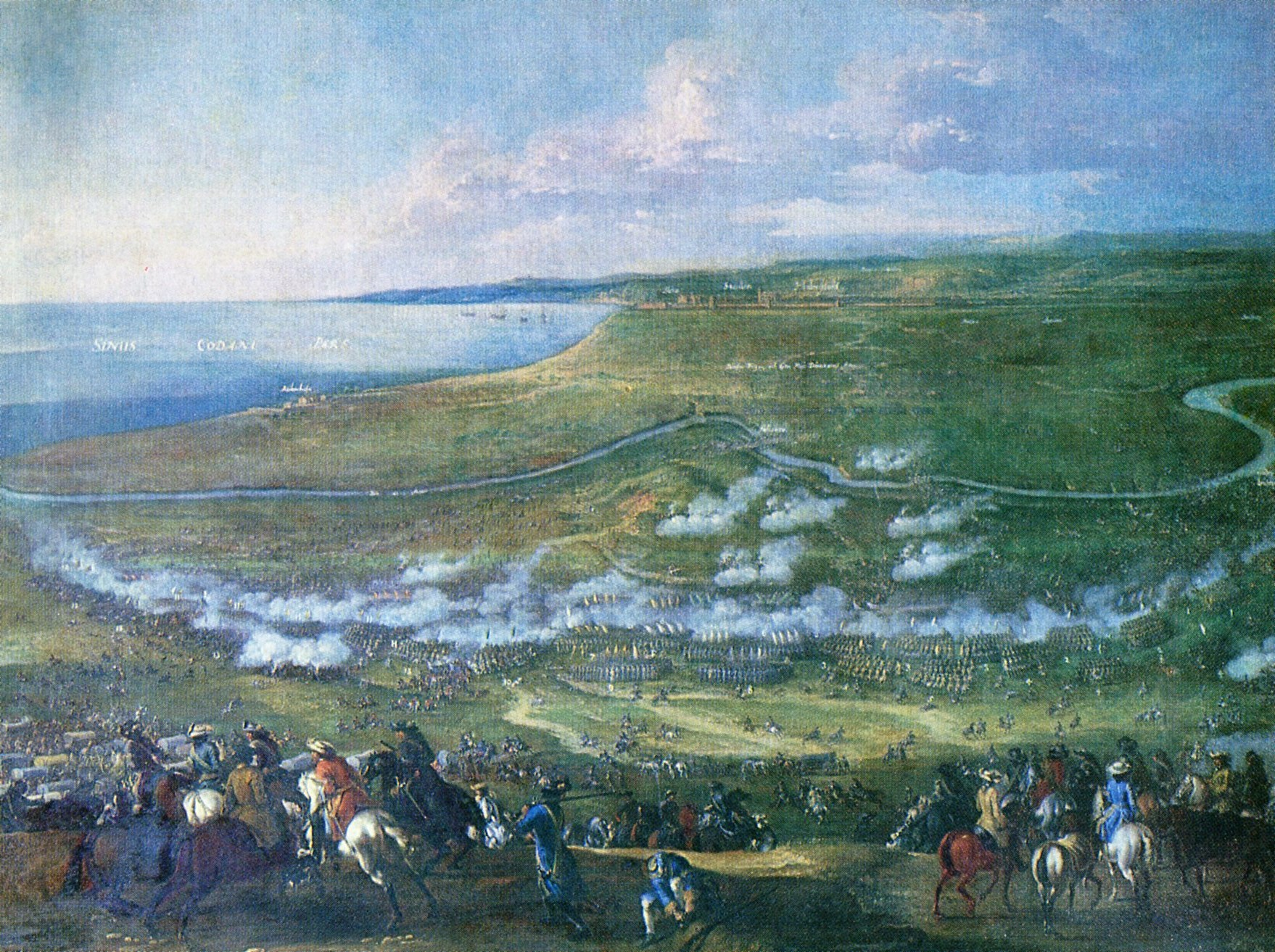
Bataille de Halmstad.

En dépit de cette défaite, l'invasion de la Scanie permet aux Danois d'occuper la province de Bohuslän. Durant l'hiver 1677, leur armée de Norvège est portée à 17 000 hommes ce qui leur permet d'accroître leurs opérations. Au mois de juillet 1677, Gyldenløve s'empare de la forteresse de Marstrand et les Suédois préparent alors une contre-offensive, une armée commandée par Magnus Gabriel De la Gardie étant envoyée pour repousser les Danois. Mais cette armée est battue par celle de Gyldenløve le 28 août lors de la bataille d'Uddevalla et est forcée de battre en retraite, laissant tout le Bohuslän aux Danois hormis la forteresse de Bohus qui résiste à tous les assauts jusqu'à la fin de la guerre.
Au mois d'août 1677, une armée danoise de 2 000 hommes occupe avec succès l'ancienne province norvégienne du Jämtland, étant bien reçue par la population locale, mais cette conquête est éphémère car les Suédois reprennent le contrôle de cette province au mois de novembre de la même année, les Danois ayant reçu l'ordre de se replier à cause des défaites successives survenues en Scanie.

### La guerre en Scanie

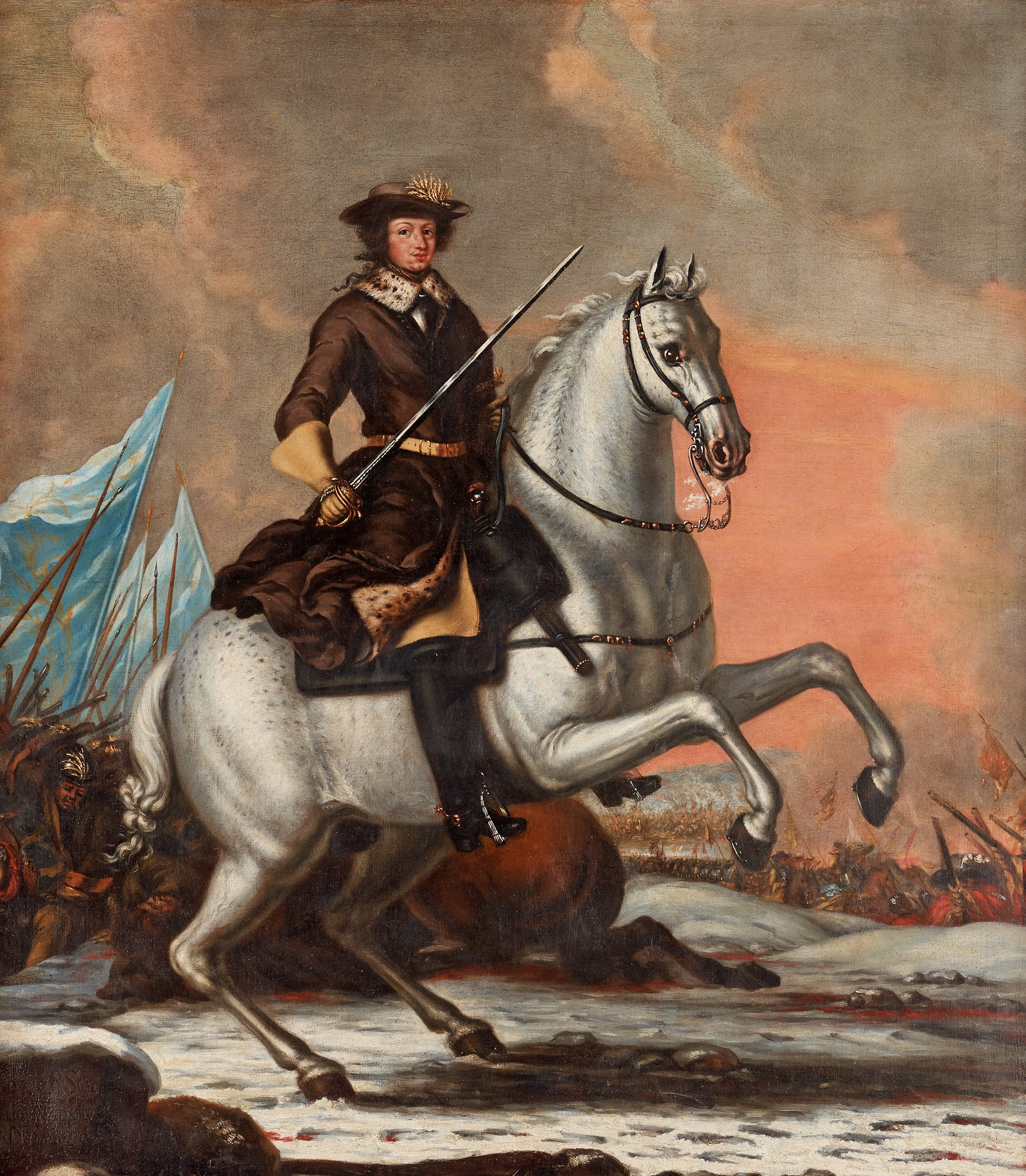
Charles XI de Suède.

Le 24 octobre 1676, le roi Charles XI entre en Scanie à la tête d'une armée de 12 000 hommes, forçant les Danois à se placer sur la défensive. Après quelques escarmouches, l'armée danoise est sévèrement battue lors de la bataille de Lund, la plus sanglante jamais livrée sur le sol scandinave avec environ 9 000 morts en tout (dont plus de 6 000 du côté danois). En dépit des succès connus par Gyldenløve plus au nord, l'offensive menée par Charles XI en Scanie renverse le cours de la guerre. Au mois de juin 1677, l'armée danoise échoue à prendre Malmö et perd des milliers d'hommes lors d'un sanglant assaut mené le 26 juin. Avant que les Danois aient le temps de compenser leurs pertes, Charles XI lance une nouvelle offensive et triomphe à nouveau des Danois le 14 juillet lors de la bataille de Landskrona. Dès lors, bien que cette défaite soit moins sévère que celle de Lund, le moral de l'armée danoise est brisé et les Suédois prennent définitivement l'initiative.

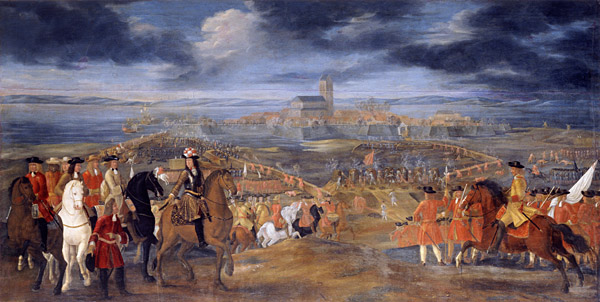
Bataille de Landskrona.

Les Danois conservent toutefois la ville fortifiée de Landskrona et se font parvenir par navires des renforts de mercenaires néerlandais et allemands. Au mois de juillet 1678, Christian V marche avec son armée vers la ville de Kristianstad qui est assiégée par les Suédois. Mais, voyant que l'armée suédoise tout entière lui fait face dans la plaine à l'ouest de la ville, Christian V renonce à livrer bataille. La plus grande partie de la Scanie revient dès lors sous le contrôle de la Suède.

## La guerre sur mer
Après une première victoire, quoique non décisive, à la bataille de Jasmund, la flotte conjointe dano-hollandaise, sous les ordres de Cornelis Tromp, remporte une grande victoire sur la flotte suédoise lors de la bataille d'Öland, livrée le 11 juin 1676, coulant notamment son vaisseau-amiral. Grâce à cette victoire, ils prennent le contrôle de la mer Baltique. La flotte danoise remporte une nouvelle victoire à la bataille de Møn le 31 mai 1677 alors que les Suédois veulent leur reprendre la suprématie maritime. L'escadre suédoise basée à Göteborg lève l'ancre sans attendre le reste de la flotte, qui est à Stockholm, et se fait battre lourdement par la flotte de l'amiral Niels Juel qui capture plusieurs navires. 

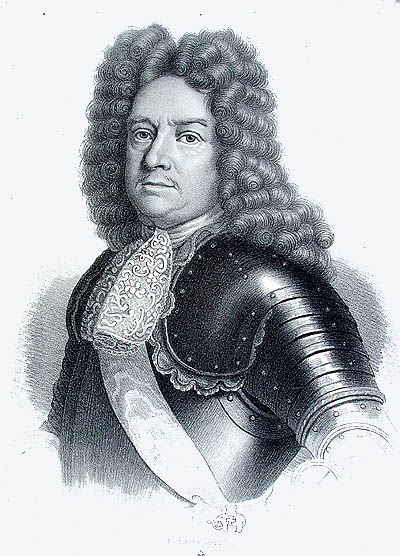
L'amiral Niels Juel.

La mainmise danoise sur la Baltique leur est définitivement assurée le 1er juillet 1677 quand la flotte danoise de Niels Juel triomphe de la principale flotte suédoise lors de la bataille de la baie de Køge, près de Copenhague. Lors de cette victoire décisive, les Danois perdent moins de 400 hommes alors que les Suédois en perdent environ 3 000 ainsi que 8 navires. Tous ces succès maritimes danois gênent considérablement la capacité des Suédois à déplacer leurs troupes entre l'Allemagne du nord et la Suède.

## Traités de paix
La paix entre la Suède et le Danemark est tout d'abord négociée par l'entremise de la France le 23 août 1679 à Fontainebleau. Cette paix dictée par la France, victorieuse de la guerre de Hollande et dont les armées menacent le Danemark, stipule que tous les territoires perdus par la Suède pendant la guerre doivent lui être rendus, faisant revenir la situation à ce qu'elle était après le traité de Copenhague. Ces conditions sont réaffirmées lors de la paix de Lund signée le 26 septembre 1679 entre le Danemark et la Suède, les Danois ne recevant que de mineures compensations de guerre en échange des territoires rendus. 
De même, l'électorat de Brandebourg doit lui aussi rendre ses conquêtes, Brême et la Poméranie suédoise, à la Suède lors du traité de Saint-Germain-en-Laye signé le 29 juin 1679, également par l'intermédiaire de la France, les troupes françaises ayant envahi le duché de Clèves.
Sur le sol de Scanie, la guerre a un effet dévastateur car elle accroît durant un temps les espoirs d'une grande partie de la population, restée culturellement danoise, qui mène contre les Suédois une guérilla de franc-tireurs (snapphanar), et qui souffrira après la guerre d'une dure répression de la part des autorités suédoises réinstallées. 